# 다카사키선
다카사키선(일본어: 高崎線, たかさきせん)은 일본의 철도 회사인 동일본 여객철도가 소유, 영업하고 있는 철도 노선 중 하나이다. 사이타마현 사이타마시 오미야구에 있는 오미야역에서 군마현 다카사키시에 있는 다카사키역까지를 잇는다.
노선 상으로는 오미야역에서 도호쿠 본선과 갈라져 다카사키 역까지 이어지는 철도 노선을 가리키지만, 운행 계통 상으로는 도호쿠 본선 우에노역에서 오미야 역까지의 직결 운행 구간을 포함한다. 노선 이름 "다카사키"는 종점 다카사키시와 다카사키 역에서 유래해 붙인 것이며, 오미야 역을 제외한 모든 역을 동일본 여객철도 다카사키 지사가 관리하고 있지만, 군마현 안에 있는 역은 다카사키 역, 구라가노역, 신마치역 뿐이다. 사이타마 현에 속한 역들 중 다카사키 역에서 가장 가까운 역인 진보하라역 이남 구간은 도쿄 지사 산하 도쿄 종합 지령실이 관리하며, 다카사키 지사 산하의 가고하라 운수구, 다카사키 운수구, 신마에바시 운수구와 도쿄 지사 산하의 우에노 운전구 및 우에노 차장구에서 기관사와 차장을 파견한다. 전 구간이 JR 그룹이 정한 여객영업규칙에 따른 《도쿄 근교 구간》에 해당하며, 스이카 및 제휴 교통카드의 사용이 가능하다. 여객 안내 등에서 쓰이는 노선색은 도카이도 선, 우쓰노미야 선 (도호쿠 본선 구로이소역 이남 구간)과 같은 주황색 (■)이다.
다카사키 선을 달리는 모든 여객 열차가 오미야 역 이남에서 우쓰노미야 선 (도호쿠 본선)과 합류하는데, 이 중 7할은 우쓰노미야 선 우에노 역까지 직결 운행하며, 나머지 3할은 도호쿠 화물선과 야마노테 화물선을 이용해 다바타역과 오쓰카역 쪽으로 우회한 뒤 이케부쿠로역, 신주쿠역, 시부야역을 거쳐 도카이도 본선 히라쓰카역, 고즈역, 오다와라역까지 운행한다. 신주쿠, 오다와라 쪽으로 운행하는 이 열차들의 공식 운행 계통 명칭은 《쇼난신주쿠 라인》으로, 다카사키 선 안에서도 "쇼난신주쿠 라인 열차"로 안내한다. 한편 다카사키 역 이북으로는 일반 열차들 중 일부가 조에쓰선의 신마에바시역을 거쳐 료모 선 마에바시역 등지로 운행하며, 《구사쓰》, 《미나카미》 등의 특급 열차들은 미나카미역이나 시부카와역에서 아가쓰마 선을 이용해 만자·가자와구치 역까지 운행한다.
예전에 다카사키 이북의 니가타, 나가오카, 다카사키 이서의 나가노, 마쓰모토 등지로 운행하는 조에쓰선 및 신에쓰 본선의 특급, 급행 열차들은 다카사키 선의 여러 역들을 통과했지만, 조에쓰 신칸센과 나가노 신칸센이 차례로 뚫리고 신에쓰 본선의 우스이 고개선이 폐선되면서 이들 특급 및 급행 열차들의 편수는 크게 줄어들었다. 현재 통근 시간대와 낮 시간대에 운행하는 정규 특급 열차는 아가쓰마 선으로 들어가는 《구사쓰》 호와 료모 선으로 들어가는 《아카기》 뿐이며, 야간 열차로는 아키타와 아오모리 방향으로 운행하는 침대 특급 《아케보노》, 야간쾌속 《문라이트 에치고》가 있다. 이 중 아케보노는 도호쿠 신칸센의 신아오모리역 연장과 더불어 폐지가 거론되었으나, 동일본 여객철도 아키타 지사의 방침에 따라 계속 운행하게 되었다.

## 명칭
19세기 후반에 닛폰 철도가 지금의 다카사키 선의 일부인 우에노 역에서 구마가야 역까지의 철도를 운행할 때는 "제1구선" (第一區線)이라 불렀으며 메이지 정부는 "우에노-구마가야 간 기차" (上野熊谷間汽車) 또는 "나카센도 기차"라 불렀다. 닛폰 철도를 국유화한 1909년 10월 12일, 메이지 정부의 철도원은 고시 제54호 《국유철도 선로명칭을 왼쪽과 같이 정함》 (国有鉄道線路名称左ノ通定ム)을 통해 공식으로 오미야 역에서 다카사키 역까지를 "다카사키 선"으로 지정하고, 료모 선, 닛코 선, 미토선 등과 함께 도호쿠 본선을 주간선으로 하는 "도호쿠 선의 지선"의 개념으로 지정했다.

## 운행 형태
| 역명 | 쾌 | 통 | S쾌 | S특 | 라 |
| --- | -- | -- | --- | --- | -- |
| 우에노 | ●  | ●  | ∥   | ∥   | ●  |
| 오쿠 | ｜ | ●  | ∥   | ∥   | ｜ |
| 아카바네 | ●  | ●  | ●   | ●   | ｜ |
| 우라와 | ●  | ●  | ｜  | ｜  | ●  |
| 사이타마신토신 | ｜ | ｜ | ｜  | ｜  | ｜ |
| 오미야 | ●  | ●  | ●   | ●   | ●  |
| 미야하라 | ｜ | ｜ | ●   | ｜  | ｜ |
| 아게오 | ●  | ▲  | ●   | ●   | ●  |
| 기타아게오 | ｜ | ｜ | ｜  | ｜  | ｜ |
| 오케가와 | ●  | ▲  | ●   | ●   | ●  |
| 기타모토 | ｜ | ｜ | ●   | ●   | ●  |
| 고노스 | ●  | ●  | ●   | ●   | ●  |
| 기타코노스 | ｜ | ｜ | ●   | ｜  |    |
| 후키아게 | ｜ | ｜ | ●   | ｜  |    |
| 교다 | ｜ | ｜ | ●   | ｜  |    |
| 구마가야 | ●  | ●  | ●   | ●   |    |
| 가고하라 | ●  | ●  | ●   | ●   |    |
| 후카야 | ●  | ●  | ●   | ●   |    |
| 오카베 | ●  | ●  | ●   | ●   |    |
| 혼조 | ●  | ●  | ●   | ●   |    |
| 진보하라 | ●  | ●  | ●   | ●   |    |
| 신마치 | ●  | ●  | ●   | ●   |    |
| 구라가노 | ●  | ●  | ●   | ●   |    |
| 다카사키 | ●  | ●  | ●   | ●   |    |
| 범례 - 쾌 = 다카사키 선 쾌속 "어번" - 통 = 통근쾌속 - S쾌 = 쇼난 신주쿠 라인 쾌속 - S특 = 쇼난 신주쿠 라인 특별쾌속 - 라 = 홈라이너 - ● = 필수 정차. - ▲ = 일부 열차만 정차. - ｜ = 통과. - ∥ = 해당 열차가 이 구간을 지나가지 않음. |    |    |     |     |    |

하치코 선으로 직결 운행하는 열차와, 마에바시 역과 가고하라 역을 오가는 왕복 1편을 제외한 모든 일반 열차가 오미야역 이남의 우에노, 신주쿠 쪽으로 직결 운행한다.
보통 열차와 쾌속 열차는 우에노역 시발 열차와 이케부쿠로역·신주쿠역을 거쳐 도카이도 본선 히라쓰카역·오다와라역까지 운행하는 쇼난 신주쿠 라인 열차로 나뉜다. 또 아침과 저녁 시간대에 특급 열차 《아카기》 호가 운행되는 한편, 저녁 퇴근 시간대 한정으로 《홈라이너 고노스》도 운행되고 있다. 우에노 역에서 다카사키 선을 거쳐 아가쓰마 선 만자·가자와구치 역까지 운행하는 특급 《구사쓰》 호나, 우에노 역에서 아키타역·아오모리역까지 운행하는 침대 특급 《아케보노》 호도 다카사키 선을 거친다.
낮 시간대에는 우에노 시종착 열차가 시간당 4편, 쇼난 신주쿠 라인 직결 열차가 시간당 2편씩 운행 (이 중 1편은 특별쾌속)되며, 일부 열차는 조에쓰선 신마에바시 역이나 료모 선 마에바시역까지 운행한다. 쾌속 열차는 구마가야역을 경계로 다카사키 쪽으로는 각역에 정차하고 있다.
보통 열차와 쾌속 열차는 그린차 (특실)가 포함된 10량 본편성이나 10량 본편성에 5량 부속편성을 중련한 15량 편성으로 운행하며, 동일본 여객철도 E231계 전동차, 동일본 여객철도 E233계 전동차, 일본국유철도 211계 전동차 (3문 차량)가 쓰이고 있다. 15량 중련 편성의 경우 가고하라역에서 다카사키 쪽으로 가는 열차들은 5량 부속편성을 분리한 채 10량 본편성으로만 계속 운행한다. 이는 가고하라 역 이북 구간에서, 특급 열차가 정차하는 신마에바시 역, 다카사키 역, 신마치 역, 혼조 역, 후카야 역이 14량으로 운행되는 특급 열차의 길이를 반영해 14량 길이의 열차까지만 수용할 수 있기 때문이다.
특급 열차의 대피 등으로 긴 시간 동안 역에 정차할 때의 차내 온도 유지를 위해 반자동 출입문 제도를 시행하고 있다. 특히 2011년 동일본 대지진 이후 가고하라 역 이북 구간에서는 전력 절약을 위해 연중 이 제도를 시행하고 있다.
도호쿠 종관선 계획이 완료된 2014년도부터 우에노 시종착 열차들이 도쿄역을 거쳐 도카이도 선을 따라 히라쓰카 역,고즈 역,오다와라 역,아타미 역,누마즈 역까지 연장운행을 시작하였다.
2015년 3월 14일 우에노도쿄라인 개통때부터 도카이도선 직통운행 하기 시작했다.

### 특급 열차
아침과 저녁 시간대를 중심으로 우에노 역, 이케부쿠로 역, 신주쿠 역에서 출발하는 근거리 특급 《아카기》 호가 평일 하행 6편, 상행 5편, 주말과 휴일에 하행 5편, 상행 4편씩 운행되고 있다. 이 밖에 우에노역에서 다카사키선, 조에쓰선, 아가쓰마 선을 운행하는 특급 《구사쓰》가 평일 왕복 3편, 주말과 휴일에 왕복 4편씩 운행되고 있으며, 아키타·아오모리 방면으로 운행하는 침대 특급 《아케보노》 호가 하루에 왕복 1편씩 다카사키 선을 거쳐 다니고 있다. 조에쓰선 미나카미역까지 운행하는 임시 특급 《미나카미》 호도 다카사키 선을 이용하고 있다.
한때 가나자와역, 도야마역 방면으로 운행하는 침대특급 《호쿠리쿠》와 침대급행 《노토》 호가 운행됐으나, 2010년을 끝으로 사라졌다.

### 쾌속
쾌속 등급은 "어번" (영어: Urban, アーバン 아반[*])이라고도 불리는 일반 쾌속과, 쇼난 신주쿠 라인의 "다카사키 선 직통 쾌속" (高崎線 直通快速 타카사키센 초쿠츠카이소쿠[*])으로 나뉜다. 1989년 3월 11일 시각표 개정 때에는 전 구간에서 선택 정차를 했으나, 1997년 이후 공통으로 구마가야역에서 다카사키 쪽으로는 모든 역에 정차하게 되었다. 대부분의 열차는 다카사키 역에서 시종착하지만, 중간의 가고하라역이나, 다카사키 이북의 마에바시역까지 운행하는 열차도 있다.
"어번" 쾌속은 2004년 이후 쇼난 신주쿠 라인 특별쾌속으로 대체되면서 아침과 저녁 시간대를 제외하고는 없어졌다. 한편, 신주쿠 역 등의 개량 공사나 사고 발생으로 쇼난 신주쿠 라인의 운행이 중단되는 경우, 쇼난 신주쿠 라인 특별쾌속은 우에노발 쾌속으로 바뀌에 운행된다. 이 경우 기존 쾌속 "어번"의 정차역 외에 기타모토역에도 추가로 정차하기 때문에 안내할 때 "어번"이라는 별칭은 붙이지 않는다.

### 통근쾌속
쾌속 열차들 중, 평일 저녁 퇴근 시간대에 시간당 1편씩 운행되는 쾌속 열차를 가리킨다. 1991년까지는 쾌속 "타운" (Town)이라는 별칭이 있었다. 전 구간에서 10량 주편성으로 운행되며, 우에노 역에서 우라와역까지는 오쿠 역을 제외한 모든 역에 정차한다. 반면 이용객이 상대적으로 많은 아게오 역이나 오케가와 역에는 원거리 이용객들을 위해 정차하지 않는다. 다만 다카사키발 우에노행 상행 2편 (오후 7시 및 오후 8시 다카사키발)은 가고하라 역 이남 구간에서 15량으로 운행된다. 일부 열차는 마에바시역까지 운행한다.

### 보통
보통(일본어: 普通 후츠[*]) 등급은 도호쿠 본선과 중첩되는 우에노 역 ~ 오미야 역 구간에서의 승강장이 있는 모든 역과, 다카사키 선의 모든 역에 정차하는 열차 등급을 가리킨다. 시간당 4편 정도가 운행되며, 다카사키 시종착 열차와 가고하라 시종착 열차가 1:1로 대등하게 운행되고 있다. 일부 열차는 조에쓰선 신마에바시 역이나 료모 선 마에바시 역까지 운행된다. 이 밖에 평일 아침 상행에 고노스 역에서 시종착하는 1편, 평일 아침 상행과 하행 1편씩 후카야 역에서 시종착하는 열차도 있다. 오전 5시대의 우에노발 하행 첫차나 상행 막차 시간대 (오후 11시 이후)에는 가고하라 역과 마에바시 역을 오가는 왕복 1편도 운행되고 있다. 하행 막차의 다카사키 역 도착 시각은 다음날 오전 1시 37분으로, 일본 철도에서는 주오 쾌속선 다카오역과 더불어 가장 늦게 막차가 도착하는 시각 기록이다.

### 쇼난 신주쿠 라인
쾌속 문단의 "다카사키 선 직통 쾌속"과 더불어 특별쾌속(일본어: 特別快速 토쿠베츠카이소쿠[*]) 등급으로 운행되고 있다. 다카사키 선 직통 쾌속은 쇼난 신주쿠 라인의 운행이 개시된 2001년 12월 1일부터, 특별쾌속 등급은 2004년 10월 16일부터 운행을 개시했다. 다카사키 선 일반쾌속 "어번"과는 달리 기타모토역에도 정차한다. 야마노테 선 및 사이쿄 선과 나란히 달리는 구간에서는 쾌속 및 특별쾌속 등급으로 에비스역을 통과하며, 도카이도 선에서는 도카이도 선 쾌속 "액티"와 같은 역들에 정차한다. 다카사키 선 직통 쾌속은 가고하라 역까지만 운행하며, 특별쾌속만 가고하라 역에서 다카사키 역 방향으로 계속 운행한다.
일부 열차를 제외하고 가고하라 역 이남 구간에서 전부 15량 열차 (10량 주편성 및 5량 부속편성 중련)로 운행되고 있으며, 도쿄 지역의 역을 중간역으로 삼고 있기 때문에 상행이나 하행이 아닌 "북행" (北行)과 "남행" (南行)으로 구분한다.

## 차량
- 일본국유철도 211계 전동차 - 동일본 여객철도 다카사키 차량 센터 소속
- 동일본 여객철도 E231계 전동차 - 동일본 여객철도 오야마 차량 센터 및 고즈 차량 센터 소속
- 동일본 여객철도 E233계 전동차 - 동일본 여객철도 다카사키 차량 센터 소속
- 일본국유철도 185계 전동차 (특급용 차량) - 동일본 여객철도 오미야 차량 센터 및 다마치 차량 센터 소속

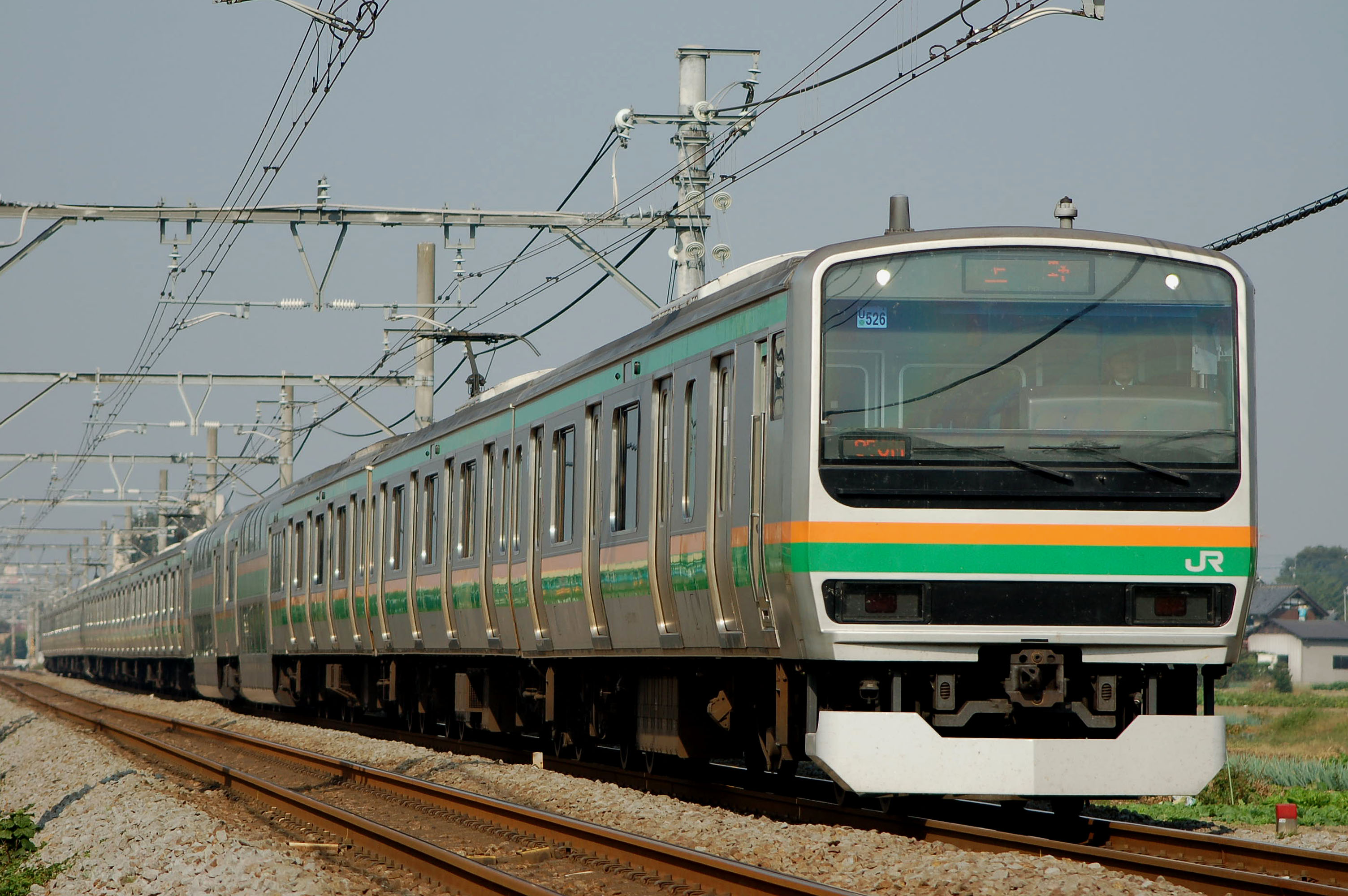
E231계
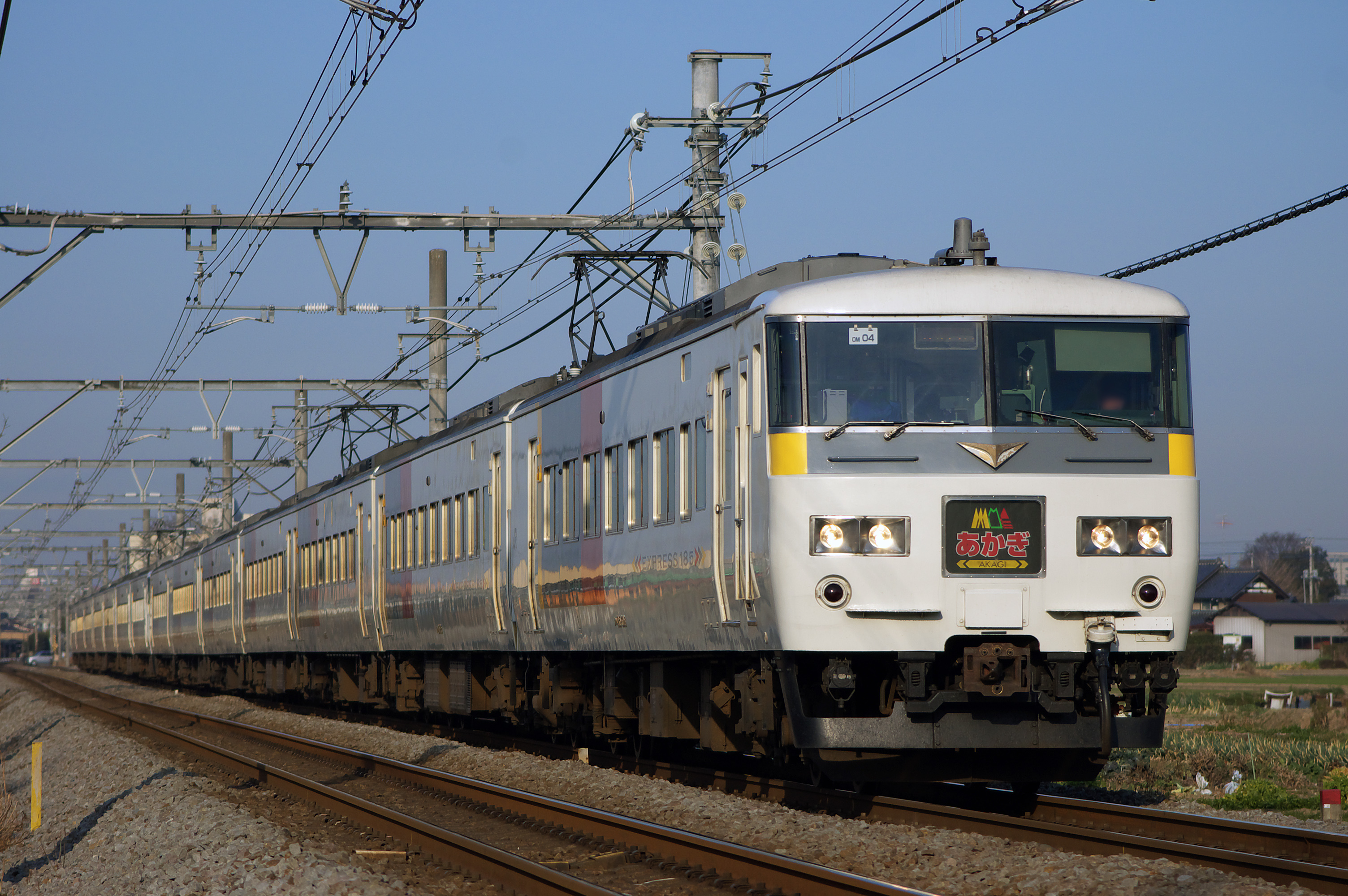
185계

이 밖에 임시 목적으로 일본국유철도 485계 전동차가 운행되기도 한다.

## 역사
일본에서 가장 오래된 사철인 닛폰 철도의 첫 노선으로, 1883년에 우에노와 구마가야 사이에 임시 영업을 개시한 것이 시초이다. 철도 건설 당시 리처드 보일이 제안한 "우에노 - 오지 - 아카바네 - 오미야 - 고노스 - 구마가야 - 다카사키" 안과 조셉 크로포드가 제안한 "센주 - 이와쓰키 - 시노부 - 구마가야 - 다카사키" 안이 맞붙었는데, 당시 철도국 장관이었던 이노우에 마사루가 보일의 안을 채용하여 지금의 노선대로 지어지게 되었다. 당시 건설역은 우에노, 오지, 우라와, 아게오, 고노스, 구마가야로 지금은 다카사키 선 열차들이 서지 않는 오지 역도 포함되어 있었다. 이듬해인 1884년에는 다카사키, 마에바시까지 연장되어 전구간이 뚫렸다. 다카사키까지 철도가 뚫린 같은해 6월 25일에 우에노역에서 열린 개통식에는 메이지 천황이 직접 참석하였으며, 메이지가 직접 우에노 역에서 다카사키 역까지 철도를 왕복 시승했다. 1894년 12월에 발행된 《기차기선여행안내》지에는 이 노선을 "우에노 - 아카바네 - 오미야 - 다카사키를 거쳐 다카사키에서 나오에쓰 선과 만나고, 이어 마에바시 역에서 료모 선과 만나는 노선"인 나카센도 선으로 소개했다.
다카사키 선은 일본에서 처음으로 지어진 사영 철도로, 제사업 (製絲言)과 양잠업이 발달한 군마 지방의 특산품인 생사와 면직물을 주요 무역항인 요코하마로 조달하는 역할을 맡았다. 원래 다카사키 선은 도쿄와 교토를 잇는 철도 중 하나인 "나카센도 철도"로서 국가 주도로 건설할 예정이었으나, 일본 정부의 재정 부족으로 건설이 늦어지자 지금의 다카사키 선 구간은 주식회사였던 닛폰 철도가 맡은 것이었다. 1885년에는 닛폰 철도의 제2기 노선인 도호쿠 선과 만나는 오미야역이 개통되었다. 메이지 정부는 1906년에 닛폰 철도를 《철도국유법》에 따라 국유화하였으며, 1909년에는 오미야 역에서 다카사키 역까지를 지금의 이름인 다카사키선으로 확정지었다.
1960년대 이후 도쿄를 중심으로 한 수도권 지역의 인구가 급증하기 시작했고, 다카사키 선이 지나가는 사이타마 현도 도쿄로 통근하는 인구가 급증했다. 일본국유철도는 교다역, 기타코노스역, 기타아게오역 등의 새로운 역을 신설하는 것 외에도 도호쿠 신칸센을 개통한 직후 지역 주민들의 요청을 받아들여, 도호쿠 본선의 지선으로서 아카바네역에서 무사시우라와역을 거쳐 오미야 역으로 이어지는 노선을 신설해 "사이쿄 선"이라 명명짓고 오미야 역에서 미야하라역을 거쳐 다카사키 선과 직결 운행을 시키기로 하였다. 그러나 사이쿄 선의 차량기지 부지였던 도다시 주변의 용지 매수에 차질이 생겨 다카사키 선의 차량기지에 새 차량들을 설치하고자 검토하였으나 결국 일본국유철도는 다카사키 선과 사이쿄 선의 직결 운행을 백지화하고, 오미야 역에서 이어지는 가와고에 선을 전철화하고 가와고에 전차구를 설치해 사이쿄 선과 직결 운행시켰다.
그러나 각종 재정적 문제와, 다카사키 선 아게오 역에서 일어난 아게오 사건 등을 초래한 방만 경영 등으로 일본국유철도는 결국 1987년 4월 1일에 민영화에 따라 JR 그룹으로 바뀌었고, 다카사키 선은 동일본 여객철도와 일본화물철도 (화물, 제2종)가 맡게 되었다. 동일본 여객철도는 나가노 신칸센 개통 직후 효율을 위해 재래선 특급 아사마와 하쿠산을 폐지했으며, 2001년 11월 18일부터는 스이카 및 제휴 교통카드의 사용을 개시하였고, 같은해 12월 1일부터 신주쿠, 요코하마 방면으로 가는 쇼난신주쿠 라인을 다카사키 선과 직결 운행시켰다. 그런 한편으로 오래된 설비나 차량들도 개선·대체하였는데, 2001년 9월 1일부터는 동일본 여객철도 E231계 전동차가, 2012년 9월 1일부터는 동일본 여객철도 E233계 전동차의 운행을 개시하였다. 2005년 12월 10일에는 안내 개선을 목적으로 우에노 역에서 진보하라 역까지 도쿄권 운송 관리 시스템 (ATOS)을 도입하여 전광판을 통한 각지의 여객 정보 전달과 자동 안내방송을 실시하게 되었다.

## 역 목록
| 정식노선명  | 역명           | 일본어 역명                                                           | 접속 노선 | 역간 거리 | 누적 거리   | 누적 거리   | 소재지     | 소재지     | 소재지   |
| 정식노선명  | 역명           | 일본어 역명                                                           | 접속 노선 | 역간 거리 | 우에노 에서 | 오미야 에서 | 소재지     | 소재지     | 소재지   |
| ----------- | -------------- | --------------------------------------------------------------------- | --- | --------- | ----------- | ----------- | ---------- | ---------- | -------- |
| 도호쿠 본선 | 우에노         | 上野                                                                  | ■ 도호쿠 · 조에쓰 · 호쿠리쿠 · 야마가타 · 아키타 신칸센 ■ 우에노도쿄라인(JU 02, 직결 운행) ■ 야마노테 선 ■ 게이힌 도호쿠 선 ■ 조반 쾌속선 ■ 조반선 ■ 게이세이 전철 본선 ○ 도쿄 메트로 긴자선 ○ 도쿄 메트로 히비야선 | 0.0       | 0.0         | 26.9        | 도쿄도     | 다이토구   | 다이토구 |
| 도호쿠 본선 | 오쿠           | 尾久                                                                  | | 4.8       | 4.8         | 22.1        | 도쿄도     | 기타구     | 기타구   |
| 도호쿠 본선 | 아카바네       | 赤羽                                                                  | ■ 게이힌 도호쿠 선 ■ 쇼난 신주쿠 라인 (신주쿠 방면 직결 운행) ■ 사이쿄 선 | 5.0       | 9.8         | 17.1        | 도쿄도     | 기타구     | 기타구   |
| 도호쿠 본선 | 우라와         | 浦和                                                                  | ■ 게이힌 도호쿠 선 우쓰노미야선 직결 운행 | 11.0      | 20.8        | 6.1         | 사이타마현 | 사이타마시 | 우라와구 |
| 도호쿠 본선 | 사이타마신토신 | さいたま新都心駅                                                      | ■ 게이힌 도호쿠 선 | 4.5       | 25.3        | 1.6         | 사이타마현 | 사이타마시 | 오미야구 |
| 도호쿠 본선 | 오미야         | 大宮                                                                  | ■ 도호쿠 · 야마가타 · 아키타 · 조에쓰 · 호쿠리쿠 신칸센 ■ 우쓰노미야 선 (쇼난 신주쿠 라인) ■ 사이쿄 선·가와고에 선 ■ 게이힌 도호쿠 선 ■ 도부 철도 노다 선 사이타마 신도시 교통 이나 선                              | 1.6       | 26.9        | 0.0         | 사이타마현 | 사이타마시 | 오미야구 |
| 다카사키선  | 오미야         | 大宮                                                                  | ■ 도호쿠 · 야마가타 · 아키타 · 조에쓰 · 호쿠리쿠 신칸센 ■ 우쓰노미야 선 (쇼난 신주쿠 라인) ■ 사이쿄 선·가와고에 선 ■ 게이힌 도호쿠 선 ■ 도부 철도 노다 선 사이타마 신도시 교통 이나 선                              | 1.6       | 26.9        | 0.0         | 사이타마현 | 사이타마시 | 오미야구 |
| 미야하라    | 宮原           |                                                                       | 4.0 | 30.9      | 4.0         | 기타구      | 사이타마현 | 사이타마시 |          |
| 아게오      | 上尾           | 4.2                                                                   | 35.1 | 8.2       | 아게오시    | 아게오시    | 사이타마현 |            |          |
| 기타아게오  | 北上尾         | 1.7                                                                   | 36.8 | 9.9       | 아게오시    | 아게오시    | 사이타마현 |            |          |
| 오케가와    | 桶川           | 1.9                                                                   | 38.7 | 11.8      | 오케가와시  | 오케가와시  | 사이타마현 |            |          |
| 기타모토    | 北本           | 4.6                                                                   | 43.3 | 16.4      | 기타모토시  | 기타모토시  | 사이타마현 |            |          |
| 고노스      | 鴻巣           | 3.6                                                                   | 46.9 | 20.0      | 고노스시    | 고노스시    | 사이타마현 |            |          |
| 기타코노스  | 北鴻巣         | 4.3                                                                   | 51.2 | 24.3      | 고노스시    | 고노스시    | 사이타마현 |            |          |
| 후키아게    | 吹上           | 3.0                                                                   | 54.2 | 27.3      | 고노스시    | 고노스시    | 사이타마현 |            |          |
| 교다        | 行田           | 2.3                                                                   | 56.5 | 29.6      | 교다시      | 교다시      | 사이타마현 |            |          |
| 구마가야    | 熊谷           | ■ 조에쓰 · 호쿠리쿠 신칸센 지치부 철도 지치부 본선                    | 4.8 | 61.3      | 34.4        | 구마가야시  | 구마가야시 |            |          |
| 가고하라    | 籠原           |                                                                       | 6.6 | 67.9      | 41.0        | 구마가야시  | 구마가야시 |            |          |
| 후카야      | 深谷           | 4.8                                                                   | 72.7 | 45.8      | 후카야시    | 후카야시    |            |            |          |
| 오카베      | 岡部           | 4.3                                                                   | 77.0 | 50.1      | 후카야시    | 후카야시    |            |            |          |
| 혼조        | 本庄           | 5.6                                                                   | 82.6 | 55.7      | 혼조시      | 혼조시      |            |            |          |
| 진보하라    | 神保原         | 4.0                                                                   | 86.6 | 59.7      | 고다마군    | 가미사토정  |            |            |          |
| 신마치      | 新町           | 4.5                                                                   | 91.1 | 64.2      | 군마현      | 다카사키시  | 다카사키시 |            |          |
| 구라가노    | 倉賀野         | ■ 하치코 선 (일부 열차 직결 운행)                                     | 6.1 | 97.2      | 군마현      | 다카사키시  | 다카사키시 | 70.3       |          |
| 다카사키    | 高崎           | ■ 조에쓰 · 호쿠리쿠 신칸센 ■ 조에쓰선 ■ 신에쓰 본선 조신 전철 조신 선 | 4.4 | 101.6     | 군마현      | 다카사키시  | 다카사키시 | 74.7       |          |

## 같이 보기
- 아게오 사건